# Владимировка (Жмеринский район)
Владимировка (укр. Володимирівка) — посёлок, входит в Жмеринский район Винницкой области Украины.
Население по переписи 2001 года составляло 40 человек. Почтовый индекс — 23130. Телефонный код — 04332. Занимает площадь 0,01 км². Код КОАТУУ — 521055306.

## Местный совет
23130, Вінницька обл., Жмеринський р-н, смт. Браїлів, вул. Гагаріна, 4